# Ferenc Kocsis (lottatore)
Ferenc Kocsis (Budapest, 8 luglio 1953) è un ex lottatore ungherese, specializzato nella lotta greco-romana.

## Palmarès

### Olimpiadi
- 1 medaglia:
  - 1 oro (Mosca 1980 nei 74 kg)

### Mondiali
- 3 medaglie:
  - 1 oro (San Diego 1979 nei 74 kg)
  - 1 argento (Città del Messico 1978 nei 74 kg)
  - 1 bronzo (Göteborg 1977 nei 74 kg)

### Europei
- 4 medaglie:
  - 4 ori (Sofia 1978 nei 74 kg; Bucarest 1979 nei 74 kg; Göteborg 1981 nei 74 kg; Budapest 1983 nei 74 kg)